# Hanica

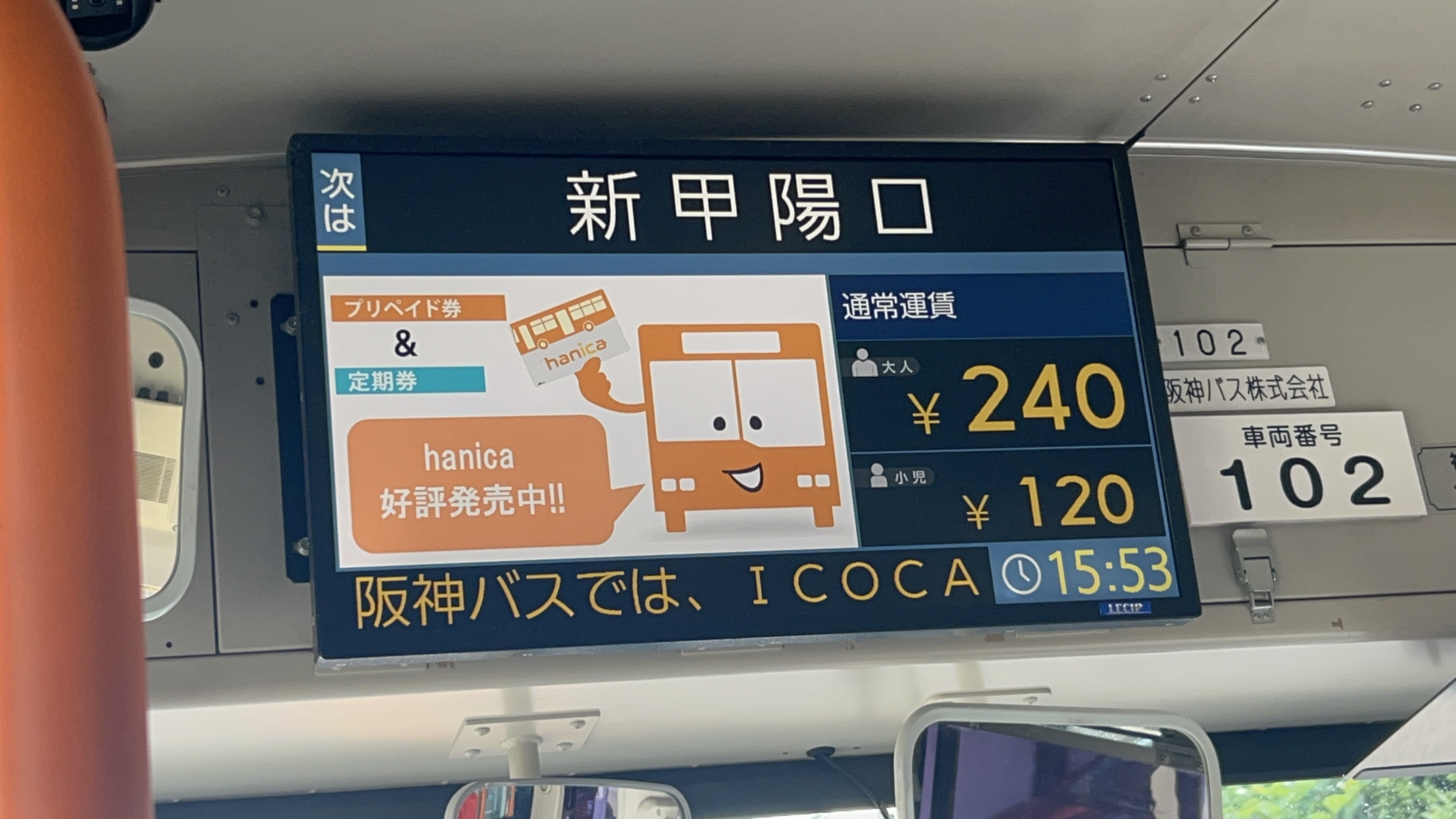
阪神バスhanica案内

hanica（ハニカ）とは、阪急バス・阪神バス・尼崎交通事業振興3社バス専用非接触型ICカード乗車券である。

## 概要
2012年4月1日、阪急バス・阪急田園バス・阪神バスで導入。金額式回数券に準じたIC乗車カードで、積み増し額に対してプレミアムを付与するというところが回数カード・回数乗車券と共通する。2016年3月20日より尼崎市交通局のバス路線を引き継いだ、阪神バス（尼崎市内線）及び尼崎交通事業振興でも利用可能となった。
2019年7月1日に阪急田園バスが親会社である阪急バスに吸収合併されたため、3社専用カードとなった。
3社ではPiTaPaも併せて導入しているが、ICカード処理機器の有効利用のため、hanicaが導入された。
カード名称の由来はHankyu Hanshin Bus IC Cardである。カードの裏面の識別番号は「HH」（Hankyu Hanshin の略称）から始まるものになっている。

## 使用方法
原則として、PiTaPaと同様の使用方法となる。
- 阪急バス・阪神バス（阪神線）は均一運賃を含め乗車時と降車時にタッチする。
- 阪神バス（尼崎市内線）及び尼崎交通事業振興は乗車時にタッチする。※阪神バス（尼崎市内線）及び尼崎交通事業振興は他のバスと運賃及び乗降方法が異なるため

## 利用可能エリア
下記の3事業者の運行する全線で利用できる。
- 阪急バス
- 阪神バス
- 尼崎交通事業振興

相互利用関係（クリックで拡大）

なお2016年2月現在、他のIC乗車カードとの相互利用は行われていない。そのため、他のバス路線や鉄道路線（阪急電鉄・阪神電気鉄道・JR西日本など）では利用できない。なお、関西地区の私鉄や地下鉄、バスで導入されているPiTaPaとJR西日本のICOCAについては、hanica導入と同時に片利用での取り扱いとなっている。そのため、PiTaPa又はICOCAでhanicaエリアは利用できるが、hanicaカードでPiTaPaエリア、ICOCAエリアは利用できない。2013年3月23日に開始した全国相互利用サービスはこれまで非対応でKitaca、PASMO、Suica、manaca、TOICA、はやかけん、nimoca、SUGOCAは利用出来なかったが、2016年4月1日より全国相互利用サービスにも対応開始しそれらのカードでもhanicaエリアも利用できるようになる。ただし、今までのPiTaPa、ICOCAと同様に片利用でありhanicaは他社では使えない。

## 除外区間
- 空港リムジンバス
- 深夜急行バス
- 高速バス
- 有馬急行線（阪急バス）
- 宝塚すみれ墓苑線（阪急バス）
- 長岡京淀線などの他社便（京都京阪バスなどの便）

## 種類
他会社のICカードと同様に、カード料金（デポジット500円）が別途必要となるが、カードが不要になった時は返却される。無記名・記名式ともに料金は同じ。氏名・電話番号を書く記名式にすることで、万一紛失した際も手数料を払えば再発行が可能である。無記名式から記名式に変えることは可能だが、その逆は不可。
- 無記名式hanica
- 記名式hanica（大人）
- 記名式hanica（小児）
- 記名式hanica（大人・特割）
- 記名式hanica（小児・特割）
- hanicaグランドパス(65歳以上、阪急バス版と阪神バス版がある)

回数券カード販売価格：1枚2,000円（デポジット500円を含む、初期利用可能価格：1,650円）
- 阪急バスの車内では2000円のみ販売する。
- 阪急バスの窓口では3,000円、5,000円、10,000円（いずれもデポジットは500円）でも発売する。

### IC定期券

#### グランドパス65
まず、2013年3月10日より、阪急バスで65歳以上限定の全線定期券に限って発売された。2014年2月17日には阪神バスも同様の定期券が登場した。下記の2種類がある。
- 阪急バス一般路線全線定期券（阪急グランドパス65）
- 阪神バス一般路線全線定期券（はんしんグランドパス65）

当初は前者が紙式定期券で発売され、IC化後に後者も発売した。発行社に関係なく阪急バス・阪神バスとも共通利用が可能である。
なお、尼崎市在住者（70歳以上）については購入助成制度がある（尼崎市交通局から阪神バスへの路線移譲に伴う）。

#### 通勤・通学定期
その後、2014年6月17日に通勤・通学定期用のhanica定期券が登場した。阪急バス・阪神バスともにバス専用定期のみで、鉄道との連絡定期は従来通りの磁気定期券で発売となる。hanica定期券に限り（グランドパス65・スクールパスを含む）、2016年2月1日から阪急バス⇔阪神バス・尼崎交通事業振興との間で、同じ運賃区間内であれば相互に利用できるようになっている（ただし、阪神バスの大阪特区定期券・尼崎特区定期券・神戸特区定期券は相互利用の対象外）。
- 阪急バス：従来の区間指定ではなく、運賃が同じ区間以内であれば、どの路線でも利用可能となる運賃額ごとの発売となり、券面でも「220円区間」という形で表記されている。
  - 公営バス（大阪、京都、伊丹、神戸）と運賃を同調する定期券や一部路線専用定期では従来通りの定期券とし、IC定期券は発売されない。
  - IC定期券は従来の月極（月始から月末までの1ヶ月単位）制から、日極制（鉄道定期と同様、月の途中からでも利用可能）で発売される。
  - コミュニティバス、催事輸送など利用対象外となる路線がある。
- 阪神バス・尼崎交通事業振興：全線定期券、神戸特区専用定期券がある。なお、導入に伴い主要駅近隣のみ利用可能な「ミニ定期」は廃止された。

## チャージ
残高が不足すると利用できなくなる。プリペイド式なので、あらかじめカードにチャージ（入金）しておく必要がある。阪神バス・尼崎交通事業振興の車内のみ交通系ICカード全国相互利用サービス対象カードのチャージに対応している。阪急バスはhanicaだけにしかチャージできない。
営業所窓口、チャージ機
2000円、3000円、5000円、10000円のチャージが可能
車内（運賃箱）
2000円、5000円、10000円のチャージが可能。

## 磁気カードの扱いについて
- 阪急バス・阪急田園バスでは、2012年1月31日限りでスルッとKANSAI対応カード、5月31日限りで回数カード・回数乗車券（一部を除く）[6]の発売を終了した。その後、同年9月30日限りで両カードの取り扱いを終了した。スルッとKANSAI 2day・3dayチケットは、提示（利用日を記入）により引き続き利用可能であった。唐櫃営業所管内の路線・オレンジゆずるバスは2012年10月1日以降も磁気カード類が利用可能であったが、これも2013年4月30日をもって終了した[7][8]。
- 阪神バスでは、2012年5月31日限りで回数カードの発売を終了したが、スルッとKANSAI対応カードは2015年9月30日限りで一旦取り扱い終了となった。スルッとKANSAI2days・3daysチケットは阪急バス同様、提示により引き続き利用可能である[9]。2016年3月20日、尼崎市内線のみ尼崎市内線及び尼崎交通事業振興共通バスカードの発売を開始した。